# Shenanigans
Shenanigans — третий сборник американской панк-рок-группы Green Day, выпущенный 2 июля 2002 года на Reprise Records. На альбоме собраны бисайды, каверы, редкие треки и прежде не изданная «Ha Ha You’re Dead», записанная в конце 90-х годов. Песню «Espionage» также можно найти на саундтреке к фильму Остин Пауэрс: Шпион, который меня соблазнил.

## Об альбоме
Shenanigans занял 27 место в чарте Billboard 200. По данным на сентябрь 2010, было продано 280,000 копий альбома. На оригинальной обложке сборника отсутствует название, и многие магазины клеят на неё стикер с названием. В интервью в сентябре 2009, когда Билли Джо Армстронга спросили, кто оформлял обложку для восьмого студийного альбома группы, 21st Century Breakdown, Армстронг сказал, что для последних четырёх альбомов (включая Shenanigans) обложку оформлял Крис Билхаймер. В 2002 году Green Day отправились в тур под названием Pop Disaster Tour в поддержку альбома; тем не менее, никаких песен с Shenanigans они не играли.
Shenanigans был переиздан на виниле в США 15 сентября 2009 года.

## Список композиций
Все тексты написаны Билли Джо Армстронгом, кроме отмеченных, вся музыка написана Green Day, кроме отмеченных.
| №                   | Название | Длительность |
| ------------------- | --- | ------------ |
| 1.                  | «Suffocate» (с сингла «Good Riddance (Time of Your Life)», 1997)                                                              | 2:54         |
| 2.                  | «Desensitized» (с сингла «Good Riddance (Time of Your Life)», 1997)                                                           | 2:47         |
| 3.                  | «You Lied» (с сингла «Good Riddance (Time of Your Life)», 1997)                                                               | 2:26         |
| 4.                  | «Outsider» (написана Dee Dee Ramone; оригинальный исполнитель — группа Ramones; с сингла «Warning», 2000)                     | 2:17         |
| 5.                  | «Don’t Wanna Fall in Love» (с сингла «Geek Stink Breath», 1995)                                                               | 1:38         |
| 6.                  | «Espionage» (с сингла «Hitchin’ a Ride», 1997)                                                                                | 3:23         |
| 7.                  | «I Want to Be on T.V.» (написана и оригинально исполнена группой Fang; с сингла «Geek Stink Breath», 1995)                    | 1:17         |
| 8.                  | «Scumbag» (автор слов — Майк Дёрнт; с сингла «Warning», 2000)                                                                 | 1:46         |
| 9.                  | «Tired of Waiting for You» (написана Рэем Дэвисом; оригинальный исполнитель — группа The Kinks; с сингла «Basket Case», 1994) | 2:34         |
| 10.                 | «Sick of Me» (с сингла «Hitchin’ a Ride», 1997)                                                                               | 2:07         |
| 11.                 | «Rotting» (с сингла «Good Riddance (Time of Your Life)», 1997)                                                                | 2:52         |
| 12.                 | «Do Da Da» (с сингла «Brain Stew/Jaded», 1996)                                                                                | 1:30         |
| 13.                 | «On the Wagon» (с сингла «Longview», 1994)                                                                                    | 2:48         |
| 14.                 | «Ha Ha You’re Dead» (автор слов — Майк Дёрнт)                                                                                 | 3:07         |
| Общая длительность: | Общая длительность: | 33:23        |

## Интересные факты
Песни «Suffocate» и «Desensitized» «искусственно» соединены в переходную пару: последний аккорд «Suffocate» расположен в начале «Desensitized».

## Позиции в чартах
| Чарты (2002)          | Позиция | Прим. |
| --------------------- | ------- | ----- |
| Billboard 200         | 27      |       |
| Austrian Album Charts | 33      |       |
| German Albums Chart   | 100     | [ 5 ] |
| Irish Album Charts    | 27      |       |
| Japan Album Charts    | 13      |       |
| UK Album Charts       | 32      |       |